# 卢若克
卢若克，是匈牙利巴兰尼亚州所辖的一个村。总面积6.52平方公里，总人口259，人口密度39.7人/平方公里（2011年1月1日）。